# AK3
AK3 (англ. Adenylate kinase 3) – білок, який кодується однойменним геном, розташованим у людей на короткому плечі 9-ї хромосоми. Довжина поліпептидного ланцюга білка становить 227 амінокислот, а молекулярна маса — 25 565.
| 10         |  | 20         |  | 30         |  | 40         |  | 50         |
| ---------- |  | ---------- |  | ---------- |  | ---------- |  | ---------- |
| MGASARLLRA |  | VIMGAPGSGK |  | GTVSSRITTH |  | FELKHLSSGD |  | LLRDNMLRGT |
| EIGVLAKAFI |  | DQGKLIPDDV |  | MTRLALHELK |  | NLTQYSWLLD |  | GFPRTLPQAE |
| ALDRAYQIDT |  | VINLNVPFEV |  | IKQRLTARWI |  | HPASGRVYNI |  | EFNPPKTVGI |
| DDLTGEPLIQ |  | REDDKPETVI |  | KRLKAYEDQT |  | KPVLEYYQKK |  | GVLETFSGTE |
| TNKIWPYVYA |  | FLQTKVPQRS |  | QKASVTP    |  |            |  |            |

A: Аланін

D: Аспарагінова кислота

E: Глутамінова кислота

F: Фенілаланін

G: Гліцин

H: Гістидин

I: Ізолейцин

K: Лізин

L: Лейцин

M: Метіонін

N: Аспарагін

P: Пролін

Q: Глутамін

R: Аргінін

S: Серин

T: Треонін

V: Валін

W: Триптофан

Кодований геном білок за функціями належить до трансфераз, кіназ, фосфопротеїнів. 
Задіяний у таких біологічних процесах, як ацетилювання, альтернативний сплайсинг. 
Білок має сайт для зв'язування з нуклеотидами, ГТФ. 
Локалізований у мітохондрії.